# 30 Dywizja Grenadierów SS (2 rosyjska)
30 Dywizja Grenadierów SS (2 rosyjska) (niem. 30. Waffen-Grenadier-Division der SS (russische Nr. 2) – związek taktyczny Waffen-SS złożony z Rosjan, Białorusinów i Niemców pod koniec II wojny światowej.

## Historia
Dywizja powstała 1 sierpnia 1944 r. w rejonie Warszawy na bazie Schutzmannschaft-Brigade "Siegling". Na jej czele stanął SS-Obersturmbannführer Hans Siegling, zaś szefem sztabu był SS-Hauptsturmführer Albert Löffler.
Po krótkim przeszkoleniu w Prusach Wschodnich dywizję skierowano na przełomie sierpnia i września do zwalczania francuskiej partyzantki w rejonie Dijon w Burgundii. W trakcie walk doszło do licznych dezercji (ponad 800 ludzi) wynikających głównie z niskiego morale żołnierzy, którzy nie chcieli walczyć z zachodnimi aliantami. Choć jednocześnie trzeba przyznać, że niektóre pododdziały dywizji wyróżniły się walecznością. Część żołnierzy (ok. 2,3 tys.) została przez Niemców rozbrojona i skierowana do prac roboczych w rejonie Karlsruhe. W ich miejsce przybyły 23 Rosyjsko-Ukraiński Batalion SD i 654 Ostbatalion. W październiku jednostka przeszła do rejonu Belfortu w Alzacji, a następnie wycofano ją do obsadzenia mostów na linii Renu. Wkrótce doszło jednak do walk z wojskami alianckimi. W listopadzie większość akcji bojowych przeprowadzono przeciw oddziałom francuskiej 1 Dywizji Pancernej. Z powodu dużych strat dywizja, licząca ok. 4,4 tys. ludzi, została przeniesiona w grudniu 1944 r. nad granicę ze Szwajcarią, zaś pod koniec grudnia na poligon w Grafenwöhr w Bawarii, gdzie w poł. stycznia 1945 r. rozwiązano ją.
Żołnierze pochodzenia rosyjskiego przeszli do nowo tworzonej 1 Dywizji Sił Zbrojnych Komitetu Wyzwolenia Narodów Rosji, zaś Białorusini wraz z kadrą niemiecką sformowali Waffen-Grenadier-Brigade der SS (weißruthenische).

## Dowódcy
- SS-Obersturmbannführer Hans Siegling (18 sierpnia – 31 grudnia 1944)

## Skład organizacyjny
- 75. Waffen-SS-Grenadier-Regiment
- 76. Waffen-SS-Grenadier-Regiment
- 77. Waffen-SS-Grenadier-Regiment
- 30. Waffen-SS-Artillerie-Regiment (dwie baterie rosyjskich dział 122 mm i jedna bateria wyrzutni rakietowych)
- 30. SS-Aufklärungs-Abteilung
- 30. SS-Pioneer-Abteilung
- 30. SS-Füsilier-Kompanie
- 30. SS-Nachrichten-Abteilung
- 30. SS-Feldersatz-Bataillon
- 30. SS-Sanitäts-Kompanie
- 30. SS-Panzerspäh-Kompanie